# Dalsland
Dalsland er et lille landskab i Sydvestsverige. Hovedparten af landskabet indgår i Västra Götalands län, mens en mindre del, Dalboredden, tilhører Värmlands län. Den eneste by er Åmål.

## Hertuger
Svenske prinser og prinsesser udstyres traditionelt med en hertugtitel. Følgende har således været hertuger af Dalsland:
- Erik 1310-1318 (død) og hans enke Ingeborg 1312-1326
- Magnus 1560-1595

## Landskabssymboler[2]
Dalslands våben viser en rød tyr, landskabsdyr er ravnen, Corvus corax, og landskabsblomst er eng-forglemmigej, Myosotis scorpioides.
Andre symboler er:
- Landskabsfugl: Ravn, Corvus corax
- Landskabssvamp: Brungul rørhat, Suillus luteus
- Landskabssten: Kvartsit
- Landskabsfisk: Hornulk, Myoxocephalus quadricornis
- Landskabsmos: Stor styltemos, Bazzania trilobata
- Landskabsinsekt: Poppelsommerfugl, Limenitis populi
- Landskabsæblesort: Oranie
- Landskabsgrundstof: Silicium (Si)